# Chrám Povýšení svatého Kříže (Bučač)
Chrám Povýšení svatého Kříže a klášter basiliánů je barokní chrám (cerkev) a monastýr ukrajinské řeckokatolické církve v městě Bučač ve Ternopilské oblasti.
Tento křížový chrám byl postaven v letech 1765-1771 architektem německého původu Johannem Schültzerem. Do roku 1946 byl chrám řeckokatolický. V roce 1946 všechny chrámy Ukrajinské řeckokatolické církve získala Ruská pravoslavná církev. Na konci 80. let 20. století byl chrám řeckým katolíkům navrácen a znovuvysvěcen.